# Slaget ved Ümera 1210
Slaget ved Ümera 1210 (estisk: Ümera lahing, lettisk: Kauja pie Imeras) stod mellem estiske frihedskæmpende stammer og Sværdbroderordenen i 1210 ved vandløbet Ümera (Jumara) å, et tilløb til Gauja syd for byen Valmiera i vore dages Letland.

## Baggrund
I sensommeren 1210 havde estere fra landskaberne Ugandi (estisk: ugalased) og Sakala (estisk: sakalased) foretaget krigstogter til Võnnu (lettisk: Cēsis) med henblik på forsvarsværkets erobring. Võnnu eller Cēsis var på daværende tidspunkt en fæstning af største betydning for Sværdbroderordenen og et udgangspunkt for ordenens hærtogter til estiske områder.

## Forløbet
Võnnu blev belejret i tre dage. Da fæstningen den fjerde dag var tæt på at falde, kom der hjælpestyrker fra Riga. Det var i denne situation farligt for esterne at forblive ved fæstningen. Esterne trak sig derfor tilbage nordpå over Gauja og standsede i skovene ved et bivandløb på højre side, Ümera, hvor de forberedte sig til kamp. De tyske tropper opfattede imidlertid esternes tilbagetrækning som flugt, og tyske, liviske og latgaliske hærstyrker skyndte sig at optage forfølgelsen. Derved rendte de midt ind i et estisk baghold, og esterne angreb dem nu fra alle sider. Det lykkedes derved esterne med en beskeden hærstyrke at vinde slaget og derved tillige kampiver og tro på egne kræfter.

## Betydning
Da folkehæren fra Ugandi og Sakala vendte hjem fra slaget ved Ümera, spredtes nyheden om dens sejr over hele det estisk-talende samfund og fulgtes af opfordringer til at stå sammen i kampen mod angriberne. Derved bidrog slaget til at styrke det estiske sammenhold over stammegrænserne.